# Impresora de alambre balístico
En las impresoras de alambre balístico cada punto es producido por un varilla metálica, llamada "cable" o "pin", impulsada por efecto de la energía magnética almacenada en un electroimán y convertida en energía cinética, bien directamente o mediante palancas (gatillos). Este proceso tiene una duración de unos 300 microsegundos. Frente a la cinta de tinta se sitúa una placa (hecha normalmente de zafiro o granate), agujereada para servir así de guía para los pines. La parte móvil de la impresora se denomina cabezal de impresión, e imprime una línea de texto cada vez. La mayoría de las impresoras matriciales tienen en sus cabezales una sola fila de pines, otras tienen unas cuantas filas entrelazadas para aumentar así la densidad de punto.
Estas impresoras pueden ser muy duraderas. Sin embargo, con el tiempo la tinta invade la placa guía del cabezal, de forma que partículas sólidas en forma de arenilla se adhieren a ella, provocando el progresivo desgaste de las perforaciones de la guía, pasando éstas de ser círculos a óvalos. Poco a poco la placa de guía proporciona menos y menos precisión en la impresión y finalmente, alrededor del millón de caracteres impresos, e incluso utilizando materiales como el tungsteno o el titanio, la impresión resulta demasiado borrosa para ser legible.
- Datos: Q5914553